# Botafogo (Galeón)
Galeão São João Baptista, más conocido por el apodo de Galeón Botafogo, fue un galeón al servicio de la Marina Portuguesa durante el siglo XVI. En su tiempo fue el buque de guerra más grande y poderoso del mundo.
El Botafogo fue construido en Portugal, alrededor del año 1534, con un desplazamiento aproximado de 1.000 toneladas. El barco estaba armado con 366 cañones de bronce, por lo que tenía un tremendo poder de fuego. Por esta razón fue conocido como Botafogo (Lanzafuego).
Esta nave fue utilizada tanto en el Atlántico como en el Mediterráneo y se hizo famosa durante la conquista de Túnez. En esta batalla el Botafogo fue comandado por el Infante Don Luis, hermano del rey D. Juan III de Portugal, y cuñado del emperador Carlos V. Cuando Carlos V pidió apoyo naval de Portugal, se refirió específicamente al Botafogo.
Según relatos de la época, fue el espolón del Botafogo el que pudo romper las cadenas en La Goleta que defendían la entrada al puerto, lo que permitió a la armada cristiana acceder a éste y conquistar la ciudad de Túnez. 
Un miembro de la tripulación del galeón, llamado João Pereira de Sousa, un noble de la ciudad de Elvas, se hizo famoso a cargo de la artillería de la nave, por lo que también se ganó el apodo de "Botafogo" que incluyó en su apellido, pasando este nombre a sus descendientes. Más tarde, cuando se estableció en Brasil, la Corona portuguesa le dio la tierra cerca de la Bahía de Guanabara, área que pasa a ser conocida como Botafogo por el nombre del propietario del terreno. Estas tierras formaron el actual barrio de la ciudad de Río de Janeiro llamado Botafogo, sede del club deportivo del mismo nombre.